# Bataille de Seonghwan
Guerre sino-japonaise (1894-1895)
Batailles
Première guerre sino-japonaise
- Palais de Gyeongbok
- Pungdo
- Seonghwan
- Pyongyang
- Yalou
- Jiuliancheng
- Lüshunkou
- Port-Arthur
- Weihaiwei
- Yingkou
- Pescadores

La bataille de Seonghwan (成歓の戦い) est le premier grand affrontement terrestre de la première guerre sino-japonaise. Elle a lieu le 29 juillet 1894 à Seonghwan, près de Cheonan, dans la province coréenne du Chungcheong du Sud. Elle est parfois appelée bataille d'Asan (牙山作戦 ).

## La bataille
À la suite de la demande du nouveau gouvernement coréen à l'armée impériale japonaise de chasser l'armée chinoise de Beiyang de la péninsule, un détachement de 4 000 hommes de la 1re armée commandé par le major-général Ōshima Yoshimasa part de Séoul en direction du port d'Asan.
Les forces chinoises stationnant à Seonghwan comptent environ 3 880 hommes et sont commandées par le général Nie Shicheng (en). Elles préparent l'arrivée des Japonais en fortifiant leurs positions avec des tranchées, des remblais (dont six redoutes protégées par des abattis), et en inondant les rizières alentour. Cependant, les renforts, attendus de Chine, sont détruits lors de la bataille de Pungdo le 25 juillet 1894.
Les Japonais commencent leur attaque par une diversion : quatre compagnies d'infanterie et une de génie militaire attaquent les positions chinoises de front la nuit du 28 juillet 1894. La force principale, composée de neuf compagnies d'infanterie, d'une de cavalerie, et d'un bataillon d'artillerie, attaquent alors le flanc des défenses chinoises en traversant la rivière Ansong. La bataille dure approximativement de 3h30 à 5h30 du matin. Les assiégés, après une forte résistance, sont incapables de tenir Seonghwan, et fuient vers Asan au Sud-Ouest, laissant derrière eux une considérable quantité d'armes et de matériel.
Les forces japonaises poursuivent les Chinois jusqu'à Asan, mais la défaite surprise à Seonghwan a eu un grand impact sur le moral chinois, et les Japonais capturent Asan presque sans rencontrer de résistance le 29 juillet 1894. Les forces chinoises survivantes fuient vers Pyongyang.

## Conséquences
La défaite chinoise à Asan empêche l'encerclement de Séoul, la capitale coréenne. L'armée japonaise victorieuse retourne à Séoul le 5 août 1894. Après cette bataille, la guerre est officiellement déclarée par l'empereur de Chine et l'empereur du Japon.

## Source de la traduction
- (en) Cet article est partiellement ou en totalité issu de l’article de Wikipédia en anglais intitulé « Battle of Seonghwan » (voir la liste des auteurs).